# Вария
Вари́я (др.-греч. βαρεῖα, от βαρύς «тяжёлый»); синонимы: тяжкая, тяжёлое ударение — надстрочный диакритический знак греческой письменности (в политонической орфографии, использовавшейся с древнегреческих времён до реформ конца XX века) и кириллической церковнославянской письменности.

## Описание
Выглядит приблизительно как «\» (над высокими буквами черта может быть расположена почти горизонтально). Обозначает ударение, в древнегреческом языке отличное от других видов ударения по произношению, а в церковнославянском — по формальному признаку: пишется в том случае, когда ударная гласная — последняя буква слова. Кроме того, в немногих словах бывает над первой буквой, образуя в этом случае вместе со знаком придыхания (псили́) составной диакритический знак апостро́ф.
В латинице вария соответствует диакритическому знаку «гра́вис», если он обозначает ударение, а не что-то иное.